# Клепцова, Татьяна Николаевна
Татьяна Николаевна Клепцова (урожд. Шкомплетова) (род. 4 июля 1977 года) — российская пловчиха в ластах.

## Карьера
Спортом занималась в красноярской ДЮСШОР «Спутник».
В 1994 году на молодёжном чемпионате Европы стала чемпионкой в эстафетах 4×100 м и 4×200 м, вице-чемпионкой -  на дистанции 200 метров.
Многократный призёр чемпионатов мира, кубков и первенств Европы, России.
После окончания карьеры спортсмена - доцент кафедры физвоспитания СибГАУ. Автор большого количества статей по методике преподавания физической культуры.